# W. de Wycombe
W. de Wycombe va ser un compositor i copista anglès de l'època medieval
Va ser capella del Priorat de Leominster a Herefordshire. És possible que fos el compositor d'una de les cançons més famoses de l'Anglaterra medieval, Sumer is icumen in.

## Biografia
Wycombe s'identifica diversament com W de Wyc, Willelmus de Winchecumbe, Willelmo de Winchecumbe o Guillem de Winchcomb. Semblava haver estat un Escribà secular i capella emprat durant uns quatre anys al Priorat de Leominster a Herefordshire durant la dècada de 1770. També es creu que va ser una sub-diaca del Priorat de la catedral com apareix als Annals de Worcester o, possiblement, un monjo a "St Andrew's in Worcester".
Wycombe va deixar una sèrie de documents amb la seva signatura, incloent un col·lectarium, un llibre de treball precentor, dos rotuli (pergamins) que conté música, un resum i un tractat sobre música, una història a la qual va afegir Winchecumbe música, i també altres llibres. El seu nom també apareix en un manuscrit de lectura inclòs el "Rota Sumer is icumen in", i en un dels set conjunts de composicions de quatre parts de la col·lecció "wintonia". Dues d'aquestes composicions es conserven parcialment i les parts d'altres es troben en els fragments de Worcester. D'aquestes composicions, només al·leluia, mor sanctificatus és completament restaurable. Les obres tenen una estructura polifònica de quatre parts. Un fragment més es troba copiat en el còdex de Montpeller.
El període principal d'activitat de Wycombe va ser probablement els anys 1270s i 1280s. És conegut per ser el compositor de les al·leluies polifòniques. Més de 40 ajustaments han estat identificats en diverses fonts, un grup de composicions gairebé iguals en grandària a la de Léonin, el compositor anterior de l'escola continental "Notre Dame"; Tanmateix només un dels 40 es pogueren restaurar completament: els altres només existeixen en fragments. Algunes de les seves obres apareixen en els fragments de Worcester, una col·lecció de 59 fulles manuscrites que representen prop d'un terç de la polifonia supervivent total d'Anglaterra al segle xiii.
Cada una de les al·leluies de Wycombe està en quatre seccions. El segon i quart contenen les seccions de resposta i vers en solitari, mentre que la primera i la tercera consisteixen en la polifonia lliure. Estilísticament són similars a la de la lectura en si (Sumer is icumen in), emfatitzant tònica i Supertònica, i mostrant la preferència anglesa per l'interval harmònic de la tercera.